# David Latham
David Winslow Latham ist ein US-amerikanischer Physiker.
Latham erhielt 1961 sein Vordiplom in Mathematik vom MIT und sein Diplom in Astronomie an der Harvard University 1970. Er arbeitete in den 1960er Jahren in Arizona an einem Projekt für das Smithsonian Astrophysical Observatory mit, welches zum Bau des MMT auf dem Mount Hopkins den 1970er Jahren führte. Nachdem Latham mehr als 20 Jahre lang Teleskope plante und baute, änderte er seine Interessen in die Bereiche der beobachtenden Kosmologie und Rotverschiebungen bei Galaxien.
1989 leitete er ein Team, das den ersten Kandidaten für einen extrasolaren Planeten veröffentlichte, der mit der Dopplertechnik gefunden worden ist, HD 114762b. 2013 wurde er zum Mitglied der American Academy of Arts and Sciences gewählt.